# Гастингс, Фрэнк
Фрэнк Эбни Гастингс (англ. Frank Abney Hastings, греч. Φραγκίσκος Άστιγξ; 14 февраля 1794, Эшби-де-ла-Зуш — 20 мая (1 июня) 1828, остров Закинф) — британский морской офицер и филэллин, герой Греческой войны за независимость 1821—1829 годов.
Как и Байрон, Гастингс отдал делу освобождения Греции свою жизнь и состояние.
Родился в семье с аристократическими корнями: его отцом был генерал баронет Чарльз Гастингс (1752—1823), внебрачный сын 10-го графа Хантингдона.

## Карьера
Гастингс поступил на службу в Королевский флот в 1805 году и участвовал в Трафальгарском сражении на борту HMS Neptune, но в 1820 году после ссоры с капитаном подал в отставку и поселился во Франции. Революционная ситуация тех лет предоставила ему возможность поступить в иностранный флот. В 1821 году в Греции разразилась революция, положившая начало долгой и кровопролитной Освободительной войне.
Гастингс отправился в Грецию из Марселя 12 марта 1822 года и 3 апреля прибыл на остров Идра.

## Первый этап в Греции
По приезде в Грецию поступил добровольцем и служил артиллеристом на борту корвета греческого капитана и судовладельца Яковоса Томбазиса. Когда войска Драмали Паша вторглись на Пелопоннес, защищал крепость Бурдзи, Нафплион. В 1823 году воевал на острове Крит.
Гастингс видел, что флоту греческих повстанцев, состоящему из лёгких вооружённых коммерческих судов, тяжело противостоять оттоманскому флоту, состоящему из больших линейных кораблей, и в 1823 году показал лорду Байрону детальный меморандум, который был представлен греческому правительству в 1824 году. Этот меморандум содержал революционные предложения в вопросах артиллерии и тактики. Суть предложений Гастингса заключалась в использовании появившихся недавно паровых кораблей, вместо парусных, и использовании артиллерийского огня и калёных ядер вместо проблематичных брандеров.

## «Картериа»
В 1824 году Гастингс поехал в Англию и заказал маленькое парусно-паровое судно «Картериа» (греч. Καρτερια — Выдержка, Настойчивость) — первое паровое судно греческого флота. «Картериа» стала первым паровым судном во всемирной военно-морской истории, принявшее участие в военных действиях. Его водоизмещение было всего 233 тонны, мощность паровой машины 80 л. с., и без помощи паруса скорость «Картерии» в лучшем случае достигала 6 узлов. Но 4 его орудия 68-фунтового, самого мощного, калибра были новейшего образца. По заказу Гастингса судно было оборудовано установкой, позволяющей накаливать ядра и использовать их как зажигательные ракеты. Строительство корабля шло под непосредственным надзором Гастингса и, чтобы не задерживать строительство, Гастингс потратил своих £7000, пока не пришли деньги из займа, полученного греческим правительством. В конце 1825 года строительство было завершено, и Гастингс перегнал судно в Грецию с помощью смешанного экипажа англичан, шведов и греков.

## Второй этап в Греции

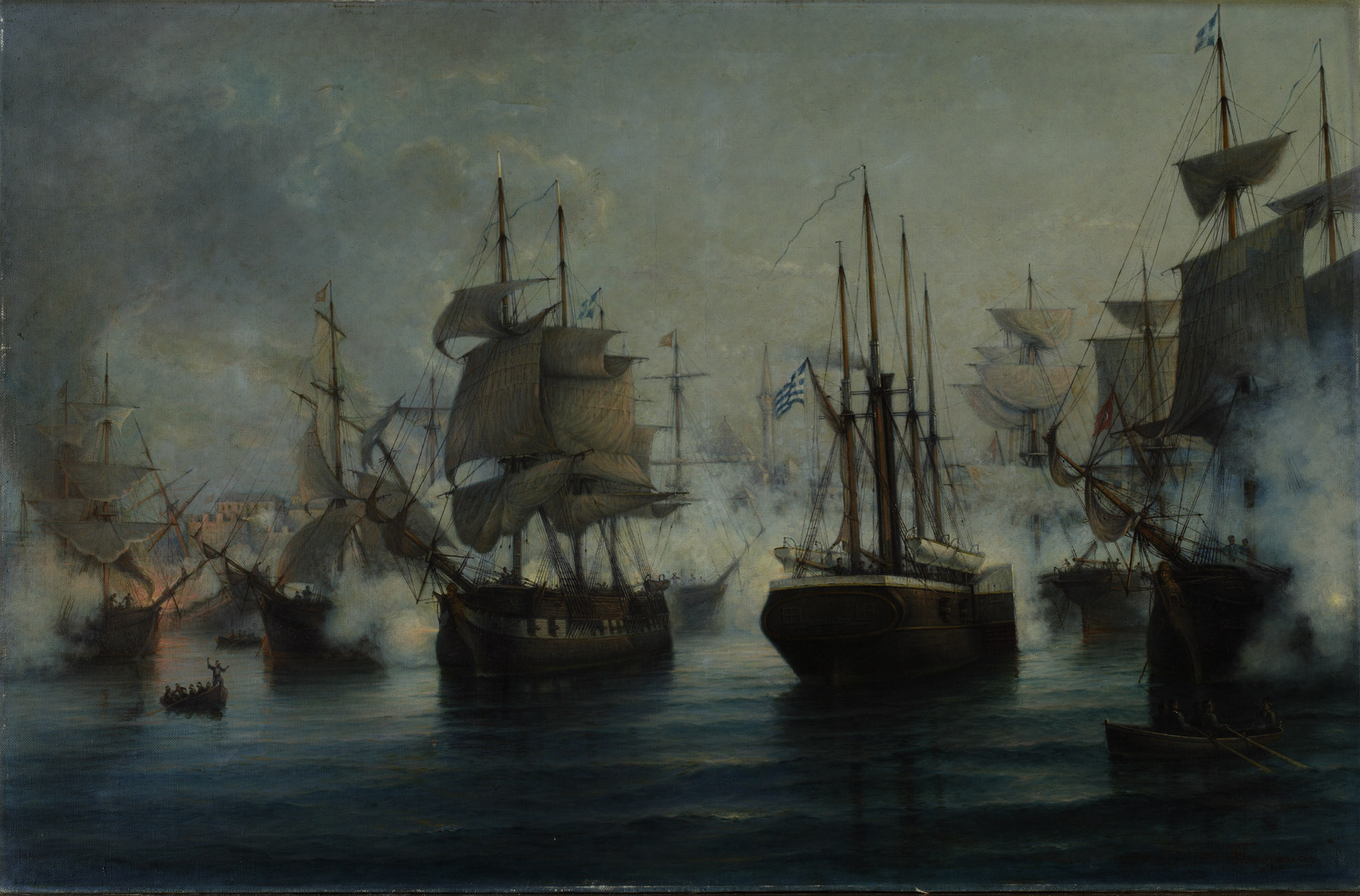
Битва при Итее

«Картериа» прибыла в Нафплион 3 сентября 1826 года.
Командуя «Картериа», Гастингс 24-25 января 1827 года принял участие в боях у маленького тогда города Пирей (высадка десанта на полуостров Кастелла и войдя в естественную бухту Пирея обстрел турецких и албанских отрядов).
В апреле 1827 года «Картериа» в составе малой флотилии принимала участие в обстреле Волос (город), но при выходе из залива Пагаситикос обнаружила в местечке Трикери 4 турецких боевых корабля под прикрытием береговых батарей. Гастингс, используя впервые в мировой военно-морской истории калёные ядра, сжёг их. По этому поводу английский историк Финлей писал:

Гастингс совершил революцию в морской войне.
Он также доказал, что греческие экипажи могут применять эти опасные снаряды с полной безопасностью.
11 сентября «Картериа» уничтожает прямым попаданием турецкий боевой корабль и захватывает 3 австрийских торговых судна с военной контрабандой. Затем на рейде города Патры топит австрийский галет после дипломатического демарша австрийского консула об освобождении австрийских судов.
29 сентября с флотилией малых парусных судов топит в Коринфском заливе в бухте Итеа недалеко от города Салона, (Амфисса) 9 из 11 участвующих в сражении турецких судов.
11 мая 1828 года «Картериа» приняла участие в попытке отвоевать город Миссолонги. Во время высадки на шлюпах на мелководье у городка Этолико Гастингс был ранен в руку. Ранение было несерьёзным, но последовало заражение. Гастингс был увезён на остров Закинф, где он и умер 20 мая 1828 года.
Ровно через год, 20 мая 1829 года, Гастингс был перезахоронен на острове Порос.

## Современники о Гастинге
Английский генерал Чарльз Джордж Гордон, участник войны и написавший её историю, сказал о Гастингсе:

Если и был бескорыстный и действительно полезный филэллин, то это был Гастингс. Он не получал жалования и вся его энергия была направлена на то, чтобы держать на плаву «Картериа». Его корабль был также единственным на греческом флоте, где поддерживалась дисциплина.— 
Гордон был генералом сомнительной славы, проводил в Греции политику английской дипломатии и его оценку как англичанина можно было бы посчитать необъективной. Вот что пишет французский адмирал Жюрьен де ла Гравьер, не забыв и о франко-британском антагонизме:

Под командованием опытного и бесстрашного капитана Гастингса «Картериа» принесла Греции больше славы, чем построенный в США дорогостоящий роскошный фрегат «Ellas» (греч.), хотя Гастингсу не удалось затмить славу капитанов греческих брандеров.— 
Гастингс, вероятно, самый популярный после Байрона филэллин.

## Память
Именем капитана Гастингса были названы:
- Канонерская лодка, построенная в 1833 году на базе ВМФ Греции на острове Порос. Оставалась в составе флота до 1853 года.
- Эсминец D-14 типа HUNT-II, бывший британский HMS Catterick (L81). Передан ВМФ Греции в 1946 году. Участвовал в греческой гражданской войне 1946-49 гг. Был возвращён Британии в 1963 году